# Philibert Commerson
Philibert Commerçon o Commerson (Châtillon-sur-Chalaronne, 18 novembre 1727 – Mauritius, 13 marzo 1773) è stato un naturalista francese, noto soprattutto per aver accompagnato il navigatore Louis Antoine de Bougainville nella spedizione di circumnavigazione del globo, fra il 1766 e il 1769.

## Biografia
Commerçon nacque a Châtillon les Dombes, oggi Châtillon-sur-Chalaronne, in Francia. Studiò medicina e botanica a Montpellier, e per qualche tempo fu medico praticante. Su richiesta di Carl von Linné, Commerçon si impegnò nella raccolta e classificazione di pesci del mar Mediterraneo per il museo di Stoccolma.
Nel 1756 Commerçon tornò a Châtillon les Dombes e vi creò un giardino botanico. Alla sua opera si deve, tra l'altro, l'introduzione in Francia della hydrangea.
Nel 1766 Commerçon prese parte al viaggio di circumnavigazione del globo di Louis Antoine de Bougainville, assistito da Jeanne Baret, avendo modo di osservare e descrivere una grandissima varietà di specie animali e vegetali. 
Un particolare tipo di delfino dello Stretto di Magellano fu descritto per la prima volta da Commerçon e porta il suo nome. 
Nel 1768 in Brasile scoprì un genere di piante che nominò Bougainvillea in onore del capo della spedizione, appunto Bougainville.
Commerçon e Bougainville furono attenti osservatori della vita di Tahiti, e le loro descrizioni contribuirono a diffondere in Europa il mito del tahitiano come buon selvaggio.
Per tutto il viaggio, Commerçon raccolse e studiò piante. Alla fine del viaggio di ritorno chiese di essere lasciato a Mauritius per poter approfondire lo studio della vegetazione locale e di quella del Madagascar. Morì a Mauritius a 45 anni.